# Desmacella
Desmacella är ett släkte av svampdjur. I den svenska databasen Dyntaxa används i stället namnet Bienna. Desmacella ingår i familjen Desmacellidae.

## Dottertaxa tillDesmacella, i alfabetisk ordning[1][2]
- Bienna varianta
- Desmacella alba
- Desmacella ambigua
- Desmacella annexa
- Desmacella arenifibrosa
- Desmacella austini
- Desmacella corrugata
- Desmacella democratica
- Desmacella dendyi
- Desmacella digitata
- Desmacella grimaldii
- Desmacella informis
- Desmacella infundibuliformis
- Desmacella inornata
- Desmacella ithystela
- Desmacella jania
- Desmacella lampra
- Desmacella meliorata
- Desmacella microsigma
- Desmacella peachi
- Desmacella polysigmata
- Desmacella pumilio
- Desmacella suberea
- Desmacella suberitoides
- Desmacella topsenti
- Desmacella toxophora
- Desmacella tylostrongyla
- Desmacella vagabunda
- Desmacella velutata
- Desmacella vestibularis
- Desmacella vicina